# Livet en dröm

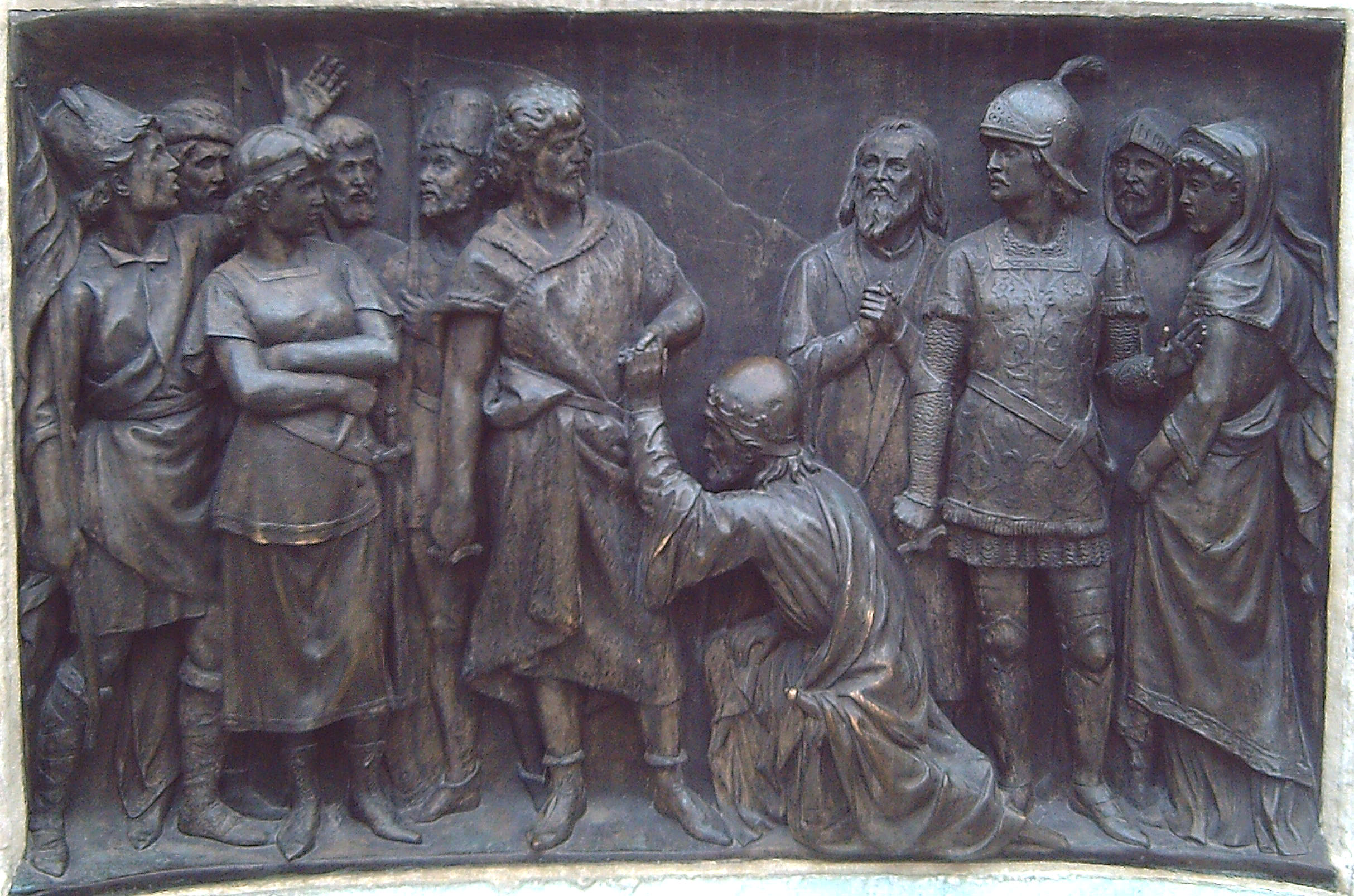
Scen ur pjäsen på Calderón-monumentet på Plaza de Santa Ana i Madrid

Livet en dröm (spanska: La vida es sueño) är en teaterpjäs från 1635 av den spanske författaren Pedro Calderón de la Barca. Den handlar om den polske kungen Basilio som har spärrat in sin son Sigismund till följd av en profetia. Sigismund släpps under en period fri och börjar hämnas, men blir inspärrad igen och övertalad om att det hela var en dröm.
Livet en dröm är Calderóns mest kända pjäs och ett av de mest framträdande verken från den spanska guldåldern. Med undantag för 1700-talets förakt för barocken har den hyllats för sitt poetiska språk samt sina moraliska och filosofiska teman, som föranlett många och vitt skilda tolkningar. Den första svenska översättningen kom 1825 och därefter har ett flertal nyöversättningar följt, bland annat av Erik Blomberg 1956.

## Betydelse
Pjäsen har fungerat som inspiration för flera mer sentida författare och konstnärer. Dessa inkluderar Hugo Pratt och Salvador Dalí. 2015 sattes pjäsen El sueño de Segismundo upp på den spanska teatern Teatro Circo de Murcia.